# StarStruck – Der Star, der mich liebte
StarStruck – Der Star, der mich liebte (Originaltitel: StarStruck) ist ein Disney Channel Original Movie aus dem Jahr 2010. Die Hauptrolle übernahm Sterling Knight, der durch Sonny Munroe Bekanntheit erlangte. In den USA wurde der Film am 14. Februar 2010 ausgestrahlt. Die Premiere im deutschen Disney Channel fand am 7. Mai 2010 statt, im Free-TV fand sie am 24. Mai 2010 auf ORF 1 sowie am 30. Mai 2010 auf ProSieben statt.

## Handlung
Jessica Olson besucht mit ihren Eltern und ihrer Schwester Sarah, ihre Großmutter in Los Angeles. Sarah möchte dort unbedingt ihr Idol, den Pop-Star Christopher Wilde, kennenlernen. Dieser bekommt zur selben Zeit ein Angebot für eine Schauspielrolle, wenn er das Wochenende zu Hause verbringt und dadurch keinen Ärger mit Paparazzi bekommt. Da er seiner Freundin Alexis jedoch einen Auftritt zum Geburtstag versprochen hatte, benutzt er den Hintereingang zum Club. Sarah, die von Gerüchten gehört hat, fährt auch zum Club, wofür sie ihre Schwester mitschleppen muss, damit sie von ihren Eltern keinen Ärger bekommt. Als Jessica drinnen nach ihr suchen und dafür den Hintereingang nutzen möchte, wird sie von Christopher Wilde umgeworfen. Danach bringt er sie zum Arzt und, weil er versprochen hatte nicht das Haus zu verlassen, kurz zu sich und danach zu ihr nach Hause. Aufgrund der Paparazzi kann er jedoch nicht zurück. Zu Beginn empfindet Jessica den Jungstar als überheblich und hat durch das komische Verhalten ihrer Schwester gelernt, ihn zu verabscheuen, sodass sie nicht nur allen seinen Aussagen widerspricht, sondern auch wenig davon begeistert ist, dass er in der Garage ihrer Großmutter übernachten will. Als ihr Christopher – immer noch auf der Flucht vor Paparazzi – am nächsten Tag die Stadt zeigt und sich die beiden besser kennenlernen, freunden sie sich dann doch an. Auf einer Landstraße werden sie von Paparazzi gefunden und fliehen chaotisch durch die Einöde – sehr zu Christophers Gefallen, der sich endlich frei fühlt. Dieser freie Christopher möchte Jessica nicht den Paparazzi ausliefern und beendet daher eine sich anbahnende Beziehung vorzeitig – wieder auf seine alte überhebliche Weise. Um eine Filmrolle zu bekommen, leugnet Christopher vor den Reportern jegliche Freundschaft zu Jessica. Jessica ist enttäuscht, sagt jedoch vor den Reportern, dass sie den Christopher, auf den sie so stolz seien, nicht getroffen habe. Nach diesem Gespräch Jessicas mit den Reportern, das Christopher im Fernsehen sieht, erkennt er, dass sein Leben fremdbestimmt und nicht sein eigenes ist. Er schießt das Filmangebot aus, entschuldigt sich bei Jessica – zurück in ihrer Heimat – mit einem eigens komponierten Song und gibt vor laufender Kamera zu gelogen zu haben.

## Synchronisation
- Dialogbuch: Tobias Neumann
- Dialogregie: Katrin Fröhlich und Ian Odle
- Deutsche Bearbeitung: FFS Film- & Fernseh-Synchron GmbH
- Aufnahmetonmeister: Johannes Stockmann
- Synchronschnitt: Nicole Kinne
- Aufnahmeleitung: Anna Spiegler
- Kreative Gesamtleitung: Lisa Riedl

## Einschaltquoten
Die Erstausstrahlung wurde von 6,5 Millionen Zuschauern gesehen.
| Fernsehsender      | Datum        | Zuschauer      |
| ------------------ | ------------ | -------------- |
| Disney Channel USA | 7. Mai 2010  | 6,5 Millionen  |
| ProSieben          | 30. Mai 2010 | 0,67 Millionen |
| ProSieben          | 3. Juli 2011 | 0,82 Millionen |

## Soundtrack
Der Soundtrack erschien in den USA am 9. Februar 2010 und erreichte Platz 23 der Billboard 200. Am 7. Mai 2010 erschien der Soundtrack in Deutschland.
1. „Starstruck“ (Sterling Knight)
2. „Shades“ (Drew Ryan Scott)
3. „Hero“ (Drew Ryan Scott)
4. „Something About the Sunshine“ (Drew Ryan Scott)
5. „What You Mean to Me“ (Drew Ryan Scott)
6. „Party Up“ (Brandon Mychal Smith)
7. „Got to Believe“ (Drew Ryan Scott)
8. „Hero (Unplugged)“ (Drew Ryan Scott)
9. „Something About the Sunshine“ (Anna Margaret)
10. „New Boyfriend“ (Anna Margaret)
11. „Welcome to Hollywood“ (Mitchel Musso)
12. „Make a Movie“ (Jasmine Sagginario)

### Chartpositionen
| 2010 | StarStruck (O.S.T.) |  |  |  | 23 |

## DVD
Der Film erschien am 2. Juni 2010 in Deutschland und am 8. Juni 2010 in den USA auf DVD.